# Aolibugao
Aolibugao (kinesiska: 敖力布皋, 敖力布皋镇) är en köping i Kina. Den ligger i den autonoma regionen Inre Mongoliet, i den norra delen av landet, omkring 940 kilometer öster om regionhuvudstaden Hohhot. Antalet invånare är 25508. Befolkningen består av 12 378 kvinnor och 13 130 män. Barn under 15 år utgör 15,0 %, vuxna 15-64 år 77 %, och äldre över 65 år 6,0 %.
Genomsnittlig årsnederbörd är 621 millimeter. Den regnigaste månaden är juli, med i genomsnitt 157 mm nederbörd, och den torraste är januari, med 4 mm nederbörd.